# Liste des batailles de la guerre de la Sixième Coalition
Cet article recense les sièges, les batailles terrestres et navales de la guerre de la Sixième Coalition (3 mars 1813-30 mai 1814). Il comprend :
- la campagne d'Allemagne de 1813;
- la campagne dans le nord-est de la France;
- la campagne du sud-ouest de la France (dernière étape de la guerre d'Espagne));
- la campagne illyrienne, qui fait partie de la campagne plus large de la campagne de l'Adriatique de 1807-1814;
- la campagne d'Italie (6 septembre 1813–18 avril 1814)
- la campagne des Pays-Bas (12 novembre 1813–12 mai 1814).

| Date                                   | Bataille                               | Front                                     | Forces françaises et alliées | Forces de la coalition | Victoire où défaite française                           |
| -------------------------------------- | -------------------------------------- | ----------------------------------------- | --- | --- | ------------------------------------------------------- |
| du 16 janvier 1813 au 26 novembre 1813 | Siège de Dantzig                       | Campagne d'Allemagne                      | Empire français Royaume de Bavière Royaume de Saxe Confédération du Rhin                                                                                       | Empire russe Royaume de Prusse | Défaite                                                 |
| 2 avril 1813                           | Bataille de Lunebourg                  | Campagne d'Allemagne                      | Empire français | Empire russe Royaume de Prusse | Défaite                                                 |
| 5 avril 1813                           | Bataille de Möckern                    | Campagne d'Allemagne                      | Empire français | Empire russe Royaume de Prusse | Défaite                                                 |
| 2 mai 1813                             | Bataille de Lützen                     | Campagne d'Allemagne                      | Empire français Royaume d'Italie Grand-duché de Hesse | Empire russe Royaume de Prusse | Victoire                                                |
| du 20 au 21 mai 1813                   | Bataille de Bautzen                    | Campagne d'Allemagne                      | Empire français | Empire russe | Victoire                                                |
| 22 mai 1813                            | Bataille de Reichenbach                | Campagne d'Allemagne                      | Empire français Royaume d'Italie Grand-duché de Hesse | Empire russe Royaume de Prusse | Victoire                                                |
| 26 mai 1813                            | Combat d'Haynau                        | Campagne d'Allemagne                      | Empire français | Royaume de Prusse | Défaite                                                 |
| 28 mai 1813                            | Bataille de Hoyerswerda                | Campagne d'Allemagne                      | Empire français | Royaume de Prusse | Victoire                                                |
| 4 juin 1813                            | Bataille de Luckau                     | Campagne d'Allemagne                      | Empire français | Empire russe Royaume de Prusse | Défaite                                                 |
| 18 juin 1813                           | Bataille de San Millan-Osma            | Campagne des Pyrénées                     | Empire français | Royaume-Uni de Grande-Bretagne et d'Irlande Royaume d'Espagne (Bourbons) Royaume de Portugal                                                                           | Indécise                                                |
| 21 juin 1813                           | Bataille de Vitoria                    | Campagne des Pyrénées                     | Empire français | Royaume-Uni de Grande-Bretagne et d'Irlande Royaume d'Espagne (Bourbons) Royaume de Portugal                                                                           | Défaite                                                 |
| 26 juin 1813                           | Combat de Tolosa                       | Campagne des Pyrénées                     | Empire français | Royaume-Uni de Grande-Bretagne et d'Irlande Royaume d'Espagne (Bourbons) Royaume de Portugal                                                                           | Défaite                                                 |
| du 26 juin 1813 du 31 octobre 1813     | Siège de Pampelune                     | Campagne des Pyrénées                     | Empire français | Royaume d'Espagne (Bourbons) | Défaite                                                 |
| du 7 juillet 1813 25 juillet 1813      | 1er siège de Saint-Sébastien           | Campagne des Pyrénées                     | Empire français | Royaume-Uni de Grande-Bretagne et d'Irlande Royaume d'Espagne (Bourbons) Royaume de Portugal                                                                           | Victoire                                                |
| du 25 juillet 1813 2 août 1813         | Bataille des Pyrénées                  | Campagne des Pyrénées                     | Empire français | Royaume-Uni de Grande-Bretagne et d'Irlande Royaume d'Espagne (Bourbons) Royaume de Portugal                                                                           | Défaite                                                 |
| 25 juillet 1813                        | Bataille de Maya                       | Campagne des Pyrénées                     | Empire français | Royaume-Uni de Grande-Bretagne et d'Irlande Royaume d'Espagne (Bourbons) Royaume de Portugal                                                                           | Indécise                                                |
| 25 juillet 1813                        | Bataille de Roncevaux                  | Campagne des Pyrénées                     | Empire français | Royaume-Uni de Grande-Bretagne et d'Irlande Royaume d'Espagne (Bourbons) Royaume de Portugal                                                                           | Victoire                                                |
| du 28 juillet 1813 1er août 1813       | Bataille de Sorauren                   | Campagne des Pyrénées                     | Empire français | Royaume-Uni de Grande-Bretagne et d'Irlande Royaume d'Espagne (Bourbons) Royaume de Portugal                                                                           | Défaite                                                 |
| 30 juillet 1813                        | Bataille de Beunza                     | Campagne des Pyrénées                     | Empire français | Royaume-Uni de Grande-Bretagne et d'Irlande Royaume d'Espagne (Bourbons) Royaume de Portugal                                                                           | Victoire                                                |
| du 8 août 1813 8 septembre 1813        | 2e siège de Saint-Sébastien            | Campagne des Pyrénées                     | Empire français | Royaume-Uni de Grande-Bretagne et d'Irlande Royaume d'Espagne (Bourbons) Royaume de Portugal                                                                           | Défaite                                                 |
| 18 août 1813                           | Combat de Lauenbourg                   | Campagne d'Allemagne                      | Empire français | Empire russe | Victoire                                                |
| 23 août 1813                           | Bataille de Goldberg                   | Campagne d'Allemagne                      | Empire français Royaume d'Italie Royaume de Saxe | Empire russe Royaume de Prusse | Victoire                                                |
| 23 août 1813                           | Bataille de Gross Beeren               | Campagne d'Allemagne                      | Empire français Royaume de Saxe | Empire russe Royaume de Prusse Royaume de Suède | Défaite                                                 |
| 26 août 1813                           | Bataille de la Katzbach                | Campagne d'Allemagne                      | Empire français | Empire russe Royaume de Prusse | Défaite                                                 |
| du 26 au 27 août 1813                  | Bataille de Dresde                     | Campagne d'Allemagne                      | Empire français Royaume de Saxe | Empire russe Royaume de Prusse Empire d'Autriche | Victoire                                                |
| 27 août 1813                           | Bataille de Hagelberg (en)             | Campagne d'Allemagne                      | Empire français Royaume de Saxe Royaume de Westphalie | Empire russe Royaume de Prusse | Défaite                                                 |
| 30 août 1813                           | Bataille de Kulm                       | Campagne d'Allemagne                      | Empire français | Empire russe Royaume de Prusse Empire d'Autriche | Défaite                                                 |
| 31 août 1813                           | Bataille de San Marcial                | Campagne des Pyrénées                     | Empire français | Royaume-Uni de Grande-Bretagne et d'Irlande Royaume d'Espagne (Bourbons) Royaume de Portugal                                                                           | Défaite                                                 |
| 6 septembre 1813                       | Bataille de Dennewitz                  | Campagne d'Allemagne                      | Empire français | Empire russe Royaume de Prusse Royaume de Suède | Défaite                                                 |
| 6 septembre 1813                       | Bataille de Feistritz (en)             | Campagne d'Italie                         | Empire français | Empire d'Autriche | Victoire                                                |
| 7 septembre 1813                       | Bataille de Lippa (en)                 | Campagne d'Illyrie                        | Empire français Royaume d'Italie | Empire d'Autriche | Défaite                                                 |
| 16 septembre 1813                      | Bataille de la Göhrde                  | Campagne d'Allemagne                      | Empire français | Empire russe Royaume de Prusse Royaume-Uni de Grande-Bretagne et d'Irlande                                                                                             | Défaite                                                 |
| 17 septembre 1813                      | Seconde bataille de Kulm (en)          | Campagne d'Allemagne                      | Empire français | Empire russe Royaume de Prusse Empire d'Autriche | Défaite                                                 |
| 17 septembre 1813                      | Combat de Peterswalde                  | Campagne d'Allemagne                      | Empire français | Royaume de Prusse | Victoire                                                |
| 28 septembre 1813                      | Bataille d'Altenburg (en)              | Campagne d'Allemagne                      | Empire français Grand-duché de Bade | Empire russe Royaume de Prusse Empire d'Autriche | Défaite                                                 |
| 29 septembre 1813                      | Combat de Rosslau (en)                 | Campagne d'Allemagne                      | Empire français | Royaume de Suède | Défaite                                                 |
| 3 octobre 1813                         | Bataille de Wartenburg                 | Campagne d'Allemagne                      | Empire français | Royaume de Prusse | Défaite                                                 |
| 7 octobre 1813                         | Bataille de la Bidassoa                | Campagne des Pyrénées                     | Empire français | Royaume-Uni de Grande-Bretagne et d'Irlande Royaume d'Espagne (Bourbons) Royaume de Portugal                                                                           | Défaite                                                 |
| du 10 octobre 1813 au 11 novembre 1813 | Siège de Dresde (en)                   | Campagne d'Allemagne                      | Empire français | Empire russe Empire d'Autriche | Défaite                                                 |
| du 12 octobre 1813 au 28 octobre 1814  | Siège de Trieste                       | Campagne d'Italie                         | Empire français Royaume d'Italie | Empire d'Autriche Royaume-Uni de Grande-Bretagne et d'Irlande | Défaite                                                 |
| du 14 octobre 1813 au 3 janvier 1814   | Siège de Cattaro                       | Campagne d'Illyrie                        | Empire français | Royaume-Uni de Grande-Bretagne et d'Irlande Monténégro Royaume de Sicile                                                                                               | Défaite                                                 |
| du 18 octobre 1813 au 26 décembre 1813 | Siège de Torgau                        | Campagne d'Allemagne                      | Empire français | Royaume de Prusse | Défaite                                                 |
| du 16 au 19 octobre 1813               | Bataille de Leipzig                    | Campagne d'Allemagne                      | Empire français Grand-duché de Bade Duché de Varsovie Royaume d'Italie Royaume de Naples Royaume de Saxe (16-17 octobre) Royaume de Wurtemberg (16-17 octobre) | Empire russe Royaume de Prusse Empire d'Autriche Royaume de Suède Duché de Mecklembourg-Schwerin Royaume de Saxe (18-19 octobre) Royaume de Wurtemberg (18-19 octobre) | Défaite                                                 |
| du 30 au 31 octobre 1813               | Bataille de Hanau                      | Campagne d'Allemagne                      | Empire français | Empire d'Autriche Royaume de Bavière | Victoire                                                |
| 10 novembre 1813                       | Bataille de la Nivelle                 | Campagne des Pyrénées                     | Empire français | Royaume-Uni de Grande-Bretagne et d'Irlande Royaume d'Espagne (Bourbons) Royaume de Portugal                                                                           | Défaite                                                 |
| du 13 novembre 1813 au 24 mai 1814     | Siège de Delfzijl                      | Campagne des Pays-Bas                     | Empire français | Empire russe Triumvirat de 1813 (en) Principauté souveraine des Pays-Bas unis                                                                                          | Défaite                                                 |
| 15 novembre 1813                       | Bataille de Caldiero (1813) (en)       | Campagne d'Italie                         | Empire français | Empire d'Autriche | Victoire                                                |
| du 17 novembre 1813 au 8 mai 1814      | Siège de Naarden (en)                  | Campagne des Pays-Bas                     | Empire français | Royaume de Prusse Triumvirat de 1813 (en) Principauté souveraine des Pays-Bas unis                                                                                     | Défaite                                                 |
| du 22 novembre 1813 au 5 décembre 1813 | Siège de Zara                          | Campagne d'Illyrie                        | Empire français Royaume d'Italie | Empire d'Autriche Royaume-Uni de Grande-Bretagne et d'Irlande | Défaite                                                 |
| 24 novembre 1813                       | Bataille de Woerden (nl)               | Campagne des Pays-Bas                     | Empire français Régiment de Prusse | Triumvirat de 1813 (en) Garde orange de La Haye | Victoire                                                |
| 30 novembre 1813                       | Bataille d'Arnhem (en)                 | Campagne des Pays-Bas                     | Empire français | Royaume de Prusse | Défaite                                                 |
| 7 décembre 1813                        | Bataille de Bornhöved                  | Campagne d'Allemagne                      | Danemark-Norvège | Royaume de Suède | Défaite                                                 |
| du 9 au 12 décembre 1813               | Bataille de la Nive                    | Campagne des Pyrénées                     | Empire français | Royaume-Uni de Grande-Bretagne et d'Irlande Royaume d'Espagne (Bourbons) Royaume de Portugal                                                                           | Défaite                                                 |
| 10 décembre 1813                       | Bataille de Sehested                   | Campagne d'Allemagne                      | Danemark-Norvège | Empire russe Royaume de Prusse Royaume-Uni de Grande-Bretagne et d'Irlande Électorat de Hanovre Grand-duché de Mecklembourg-Schwerin                                   | Victoire                                                |
| du 19 au 22 décembre 1813              | Siège de Breda (en)                    | Campagne des Pays-Bas                     | Empire français | Empire russe Royaume de Prusse Principauté souveraine des Pays-Bas unis                                                                                                | Défaite                                                 |
| du 24 au 31 décembre 1813              | Combats de Sainte-Croix-en-Plaine      | Campagne de France                        | Empire français | Empire d'Autriche Royaume de Bavière | Victoire                                                |
| du 24 décembre 1813 au 12 mai 1814     | Siège de Hambourg                      | Campagne d'Allemagne                      | Empire français Danemark-Norvège | Empire russe Royaume de Prusse Royaume de Suède | Victoire Retour de la garnison française en France.     |
| du 1er janvier 1814 au 2 mai 1814      | Siège de Besançon                      | Campagne de France                        | Empire français | Empire d'Autriche Liechtenstein | Défaite                                                 |
| du 3 janvier 1814 au 4 mai 1814        | Siège de Mayence                       | Campagne d'Allemagne                      | Empire français | Empire russe Grand-duché de Berg Duché de Nassau | Victoire Retour de la garnison française en France.     |
| 11 janvier 1814                        | Bataille de Hoogstraten (nl)           | Campagne des Pays-Bas                     | Empire français | Empire russe Royaume de Prusse Royaume-Uni de Grande-Bretagne et d'Irlande                                                                                             | Défaite                                                 |
| du 14 janvier 1814 au 4 mai 1814       | Siège d'Anvers                         | Campagne des Pays-Bas                     | Empire français | Royaume de Prusse Royaume-Uni de Grande-Bretagne et d'Irlande | Défaite                                                 |
| du 17 janvier 1814 au 10 avril 1814    | Siège de Metz                          | Campagne de France                        | Empire français | Empire russe Royaume de Prusse Grand-duché de Hesse | Victoire                                                |
| du 19 janvier 1814 au 27 janvier 1814  | Siège de Raguse                        | Campagne d'Illyrie                        | Empire français Royaume d'Italie | Empire d'Autriche Royaume-Uni de Grande-Bretagne et d'Irlande République de Raguse                                                                                     | Défaite                                                 |
| 24 janvier 1814                        | Première bataille de Bar-sur-Aube (en) | Campagne de France                        | Empire français | Empire d'Autriche Royaume de Wurtemberg | Indécise                                                |
| 27 janvier 1814                        | Première bataille de Saint-Dizier      | Campagne de France                        | Empire français | Empire russe | Victoire                                                |
| 29 janvier 1814                        | Bataille de Brienne                    | Campagne de France                        | Empire français | Empire russe Royaume de Prusse | Victoire                                                |
| fin janvier 1814 5 mai 1814            | Blocus de Maastricht (nl)              | Campagne des Pays-Bas                     | Empire français | Empire russe Royaume de Prusse Royaume-Uni de Grande-Bretagne et d'Irlande Suède-Norvège Principauté souveraine des Pays-Bas unis                                      | Défaite                                                 |
| 1er février 1814                       | Bataille de La Rothière                | Campagne de France                        | Empire français | Empire russe Royaume de Prusse Empire d'Autriche Royaume de Wurtemberg Royaume de Bavière                                                                              | Défaite                                                 |
| 2 février 1814                         | Combat de Lesmont                      | Campagne de France                        | Empire français | Empire russe Royaume de Bavière | Victoire                                                |
| 8 février 1814                         | Bataille du Mincio                     | Campagne d'Italie                         | Empire français Royaume d'Italie | Empire d'Autriche | Victoire                                                |
| 10 février 1814                        | Bataille de Champaubert                | Campagne de France Campagne des Six-Jours | Empire français | Empire russe | Victoire                                                |
| 11 février 1814                        | Bataille de Champaubert                | Campagne de France Campagne des Six-Jours | Empire français | Empire russe Royaume de Prusse | Victoire                                                |
| du 12 au 14 février 1814               | Premier siège de Soissons              | Campagne de France                        | Empire français | Empire russe Royaume de Prusse | Défaite                                                 |
| 12 février 1814                        | Bataille de Château-Thierry            | Campagne de France Campagne des Six-Jours | Empire français | Empire russe Royaume de Prusse | Victoire                                                |
| 14 février 1814                        | Bataille de Vauchamps                  | Campagne de France Campagne des Six-Jours | Empire français | Empire russe Royaume de Prusse | Victoire                                                |
| 15 février 1814                        | Bataille de Garris                     | Campagne des Pyrénées                     | Empire français | Royaume-Uni de Grande-Bretagne et d'Irlande Royaume d'Espagne (Bourbons) Royaume de Portugal                                                                           | Défaite                                                 |
| 17 février 1814                        | Bataille de Mormant                    | Campagne de France                        | Empire français | Empire russe Empire d'Autriche Royaume de Bavière | Victoire                                                |
| 18 février 1814                        | Bataille de Montereau                  | Campagne de France                        | Empire français | Empire d'Autriche Royaume de Wurtemberg | Victoire                                                |
| 27 février 1814                        | Deuxième bataille de Bar-sur-Aube      | Campagne de France                        | Empire français | Empire russe Empire d'Autriche Royaume de Bavière | Défaite                                                 |
| 27 février 1814                        | Bataille d'Orthez                      | Campagne des Pyrénées                     | Empire français | Royaume-Uni de Grande-Bretagne et d'Irlande Royaume d'Espagne (Bourbons) Royaume de Portugal                                                                           | Défaite                                                 |
| du 27 février 1814 au 5 mai 1814       | Siège de Bayonne                       | Campagne des Pyrénées                     | Empire français | Royaume-Uni de Grande-Bretagne et d'Irlande Royaume d'Espagne (Bourbons) Royaume de Portugal                                                                           | Indécise Levée du blocus après l'abdication de Napoléon |
| du 28 février 1814 au 1er mars 1814    | Bataille du Gué-à-Tresmes (en)         | Campagne de France                        | Empire français | Empire russe Royaume de Prusse | Victoire                                                |
| 1er mars 1814                          | Bataille de Saint-Julien               | Campagne de France                        | Empire français | Empire d'Autriche | Défaite                                                 |
| du 2 au 3 mars 1814                    | Deuxième siège de Soissons             | Campagne de France                        | Empire français | Empire russe Royaume de Prusse | Défaite                                                 |
| 3 mars 1814                            | Bataille de Saint-Julien               | Campagne de France                        | Empire français | Empire russe Royaume de Prusse Empire d'Autriche Royaume de Bavière Royaume de Wurtemberg                                                                              | Défaite                                                 |
| 5 mars 1814                            | Combat de Berry-au-Bac                 | Campagne de France                        | Empire français | Empire russe | Victoire                                                |
| du 12 au 14 février 1814               | Troisième siège de Soissons            | Campagne de France                        | Empire français | Empire russe Royaume de Prusse | Défaite                                                 |
| du 6 au 7 mars 1814                    | Bataille de Craonne                    | Campagne de France                        | Empire français | Empire russe Royaume de Prusse | Victoire                                                |
| 8 mars 1814                            | Défense de Berg-op-Zoom                | Campagne des Pays-Bas                     | Empire français | Royaume-Uni de Grande-Bretagne et d'Irlande | Victoire                                                |
| du 9 au 10 mars 1814                   | Bataille de Laon                       | Campagne de France                        | Empire français | Empire russe Royaume de Prusse | Défaite                                                 |
| 11 mars 1814                           | Bataille de Mâcon                      | Campagne de France                        | Empire français | Empire d'Autriche | Défaite                                                 |
| 13 mars 1814                           | Bataille de Reims                      | Campagne de France                        | Empire français | Empire russe Royaume de Prusse | Victoire                                                |
| 19 mars 1814                           | Combat de Vic-en-Bigorre,              | Campagne des Pyrénées                     | Empire français | Royaume-Uni de Grande-Bretagne et d'Irlande | Défaite                                                 |
| 20 mars 1814                           | bataille de Limonest                   | Campagne de France                        | Empire français | Empire d'Autriche Grand-duché de Hesse | Défaite                                                 |
| du 20 au 21 mars 1814                  | Bataille d'Arcis-sur-Aube              | Campagne de France                        | Empire français | Empire russe Empire d'Autriche Royaume de Bavière Royaume de Wurtemberg                                                                                                | Défaite                                                 |
| du 20 au 31 mars 1814                  | Quatrième siège de Soissons            | Campagne de France                        | Empire français | Empire russe Royaume de Prusse | Victoire                                                |
| 25 mars 1814                           | Bataille de Fère-Champenoise           | Campagne de France                        | Empire français | Empire russe Empire d'Autriche Royaume de Prusse Royaume de Wurtemberg                                                                                                 | Défaite                                                 |
| 26 mars 1814                           | Deuxième bataille de Saint-Dizier      | Campagne de France                        | Empire français | Empire russe | Victoire                                                |
| 27 mars 1814                           | Bataille de Meaux                      | Campagne de France                        | Empire français | Empire russe Royaume de Prusse | Défaite                                                 |
| 28 mars 1814                           | Bataille de Claye                      | Campagne de France                        | Empire français | Royaume de Prusse | Indécise                                                |
| 28 mars 1814                           | Combat de Villeparisis                 | Campagne de France                        | Empire français | Royaume de Prusse | Défaite                                                 |
| 30 mars 1814                           | Bataille de Courtrai                   | Campagne des Pays-Bas                     | Empire français | Royaume de Prusse Royaume de Saxe | Victoire                                                |
| du 30 au 31 mars 1814                  | Bataille de Paris                      | Campagne de France                        | Empire français | Empire russe Empire d'Autriche Royaume de Prusse | Défaite                                                 |
| 10 avril 1814                          | Bataille de Toulouse                   | Campagne des Pyrénées                     | Empire français | Royaume-Uni de Grande-Bretagne et d'Irlande Royaume d'Espagne (Bourbons) Royaume de Portugal                                                                           | Indécise                                                |
| du 13 au 18 avril 1814                 | Siège de Gênes (1814) (en)             | Campagne d'Italie                         | Empire français | Royaume-Uni de Grande-Bretagne et d'Irlande Royaume de Sicile Révoltés Génois Royaume de Sardaigne                                                                     | Défaite                                                 |
| 14 avril 1814                          | Combat de Bayonne                      | Campagne des Pyrénées                     | Empire français | Royaume-Uni de Grande-Bretagne et d'Irlande | Indécise                                                |